# La Tour-Maubourg (metropolitana di Parigi)
La Tour-Maubourg è una stazione della linea 8 della metropolitana di Parigi.

## La stazione
La stazione venne aperta nel 1913 ed il suo nome ricorda Marie Victor Nicolas de Fay, marchese de La Tour-Maubourg (1768-1850), emigrato durante la Rivoluzione, che fu generale sotto il Primo Impero e ministro della guerra durante la Restaurazione. Fu anche governatore des Invalides dal 1821 al 1830.

## Interconnessioni
- Bus RATP - 28, 69